# 柳兰
柳兰（学名：Epilobium angustifolium ssp. angustifolium）为柳叶菜科柳叶菜属下的一个亚种。它原產於整個北半球溫帶地區，包括大部分北方針葉林。

## 描述
這種多年生草本植物的淡紅色莖通常簡單、直立、光滑，高0.5—2.5（11⁄2—8英尺），有分散的互生葉。 葉子呈螺旋狀排列，完整，狹披針形，羽狀脈，次生葉脈網狀，連接在一起，在葉緣內側形成連續的邊緣脈。:NQ

## 利用
嫩芽可作為野菜食用。